# Fortul
Fortul – miasto w Kolumbii, w departamencie Arauca.